# سایه‌گریزی
سایه‌گریزی یا اجتناب از سایه (انگلیسی: Shade avoidance) یا (SAS)، مجموعه‌ای از پاسخ‌ها و واکنش‌هایی است که گیاهان هنگام قرار گرفتن در سایهٔ گیاه یا گیاهان دیگر از خود نشان می‌دهند. این واکنش‌ها اغلب شامل بی‌رنگی، تغییر زمان گلدهی، افزایش رشد رأسی و تغییر در تقسیم منابع است. مجموعهٔ این پاسخ‌ها به‌طور خلاصه سندرم اجتناب از سایه (SAS) نامیده می‌شود.
پاسخ‌های سایه‌گریزی با شدت‌های متفاوت و در یک رشته‌واکنش پیوسته صورت می‌گیرد. بیشتر گیاهان نه سایه‌گریزهای شدید و نه سایه‌صبور هستند، اما ترکیبی از دو استراتژی را دارند؛ که این امر به جریان وفق و سازش آن‌ها به محیط خود کمک می‌کند. با این حال، توانایی درک و واکنش به سایه نقش بسیار مهمی را در همهٔ گیاهان ایفا می‌کند: آن‌ها بنا به طبیعت خود ساکن هستند و دسترسی به تابش فعال فتوسنتزی برای تغذیه و رشد گیاه ضروری است.
در طول چند دههٔ گذشته، افزایش قابل توجهی در بازدهی دانه‌ها (غلات) صورت گرفته که این افزایش به‌طور عمده از راه متراکم‌تر کردن کاشت به‌دست آمده‌است. با افزایش تراکم کاشت، نسبت نور فراسرخ در سایبان افزایش می‌یابد. به این ترتیب، احتمال دارد که پرورش دهندگان؛ خطوط با کاهش SAS را، در تلاش‌های خود برای تولید محصولات با تراکم بالا، انتخاب کرده‌اند. [نیازمند منبع]